# Latundê
Els latundê, també coneguts com a Leitodu, són un poble indígena del Brasil. Viuen a la terra indígena Aikaná-Latundê al sud de Rondònia al sud-oest de l'Amazonia. Comparteixen el territori indígena amb els pobles kwazá i aikanã. Juntes, les tres tribus van fundar l'Associació Massaká dels Pobles Indígenes Aikanã, Latundê i Kuazá el 1996 per protegir els seus drets.

## Nom
També són coneguts com el poble lacondê, leitodu, o yalapmunxte.

## Llengua
El latundê és classificada dins les llengües nambikwares septentrionals. Llur llengua també és anomenada mamainde.

## Història
Una vila latundê va ser descoberta per forasters a la Reserva Indígena Tubarão-Latundê el 1977; no obstant això, els vilatans van agafar el xarampió el 1980 i la majoria van morir. Els latundê supervivents d’aquesta reserva viuen al llogaret de Barroso. A causa del seu petit nombre, s'han casat amb kwazá i aikanã.